# Pauli Ellefsen
Pauli Ellefsen, właśc. Joen Pauli Højgaard Ellefsen (ur. 20 czerwca 1936 w Miðvágur, zm. 24 sierpnia 2012) – farerski polityk, który sprawował ważne funkcje nie tylko w parlamencie Wysp Owczych, ale także w Radzie Nordyckiej oraz duńskim Folketingu. Był premierem archipelagu w latach 1981–1985 oraz liderem Partii Unii w latach 1974–1990.

## Życie prywatne
Pauli Ellefsen urodził się 20 czerwca 1936 roku, jako syn Joena Eliasa i Sofíi (z d. Højgaard) Ellefsenów. Jego matka pochodziła z Rituvík, a ojciec z Miðvágur. Ma brata, Svenda Aage (ur. 13 września 1941), również polityka, który kilkukrotnie był ministrem w farerskim rządzie. Żoną Pauliego jest Henni Egholm Ellefsen (z d. Rasmussen), z którą osiadł w miejscowości Hoyvík, opodal Tórshavn, stolicy Wysp Owczych.
Początkowo, jak wielu Farerczyków Ellefsen był rybakiem, później zaś został technikiem telekomunikacyjnym. W międzyczasie uczył się w szkole handlowej, gdzie zdobył zawód księgowego w 1969 roku.
Był kawalerem I stopnia orderu Dannebroga od 7 maja 1984 roku.

## Kariera polityczna
Ellefsen swą karierę w farerskim parlamencie zaczął w roku 1974, kiedy został do niego wybrany z okręgu wyborczego Suðurstreymoy (Północna Streymoy). Jeszcze w tym samym roku stał się liderem partii Sambandsflokkurin, z której listy startował. W roku 1975 został wybrany reprezentantem Wysp Owczych w Radzie Nordyckiej. Funkcję tę sprawował przez rok, a następnie został wybrany ponownie w 1979. W 1977 zasiadł w duńskim Folketingu, aż do roku 1987. W 1988, po rocznej przerwie ponownie zasiadł w izbie duńskiej na dwa następne lata.
Od 5 stycznia 1981 do 10 stycznia 1985 sprawował funkcję premiera Wysp Owczych. Jego partia tworzyła wtedy koalicję wraz z Fólkaflokkurin oraz Sjálvstýrisflokkurin. Skład rządu niemal się nie zmienił podczas całej kadencji. Należeli do niego: wicepremier Olaf Olsen (od 1983 Anfinn Kallsberg) (Partia Ludowa) i ministrowie: Eilif Samuelsen (Partia Unii), Páll Vang (Partia Ludowa), Tórbjørn Poulsen (Partia Niepodległościowa).
W roku 1990 zakończył karierę polityczną.